# Fantaisie écossaise
La Fantaisie écossaise en mi bémol majeur, op. 46, est une composition pour violon et orchestre de Max Bruch. Terminée en 1880, elle est dédiée au violoniste virtuose Pablo de Sarasate.

## Présentation
Il s'agit d'une fantaisie en quatre mouvements sur des mélodies populaires écossaises. Le premier mouvement est construit sur une mélodie identifiée soit à Auld Rob Morris soit à Through the Wood Laddie. Cette mélodie apparaît à la fin des second et quatrième mouvements. Le second mouvement est construit autour de The Dusty Miller, et le troisième autour de I'm A' Doun for Lack O' Johnni. Le quatrième mouvement contient un arrangement plein de vivacité de Hey Tuttie Tatie, qui est la mélodie de l'hymne patriotique Scots Wha Hae (avec des paroles de Robert Burns).
En rendant hommage à la tradition écossaise (bien que le compositeur n'ait jamais visité l'Écosse), la composition de Bruch donne une place importante à la harpe dans l'accompagnement instrumental du violon. 
La Fantaisie écossaise est une des compositions de Bruch qui est aujourd'hui toujours très jouée, à côté du Concerto pour violon no 1 et de Kol Nidrei pour violoncelle et orchestre.

## Composition
Bruch a composé la fantaisie à Berlin durant l'hiver 1879-1880. En dépit de la dédicace à Sarasate, Joseph Joachim a été impliqué pour le doigté et les coups d'archet pour la partie soliste avant que l'œuvre ne soit imprimée chez N. Simrock avec le titre Fantasie : für die Violine mit Orchester und Harfe unter freier Benutzung schottischer Volksmelodieen, op. 46.

## Création
La fantaisie a été créée à Liverpool le 22 février 1881 avec Bruch, qui était le chef de la Liverpool Philharmonic Society, conduisant et Joachim comme soliste. Bruch a été insatisfait de la prestation de Joachim, le présentant comme ayant « ruiné » l'œuvre. Lorsque Bruch a conduit la fantaisie avec Sarasate comme soliste au Philharmonic Society concert à la Salle Saint-Jacques (en) le 15 mars 1883, elle portait le titre de Concerto pour Violon (Écossais). Pour un concert lors duquel Bruch conduisait à Breslau, également avec Sarasate comme soliste, l'œuvre était intitulée Troisième Concerto pour Violon (avec l'utilisation de mélodies écossaises, op. 46).

## Mouvements
1. Introduction ; Grave, Adagio cantabile
2. Scherzo ; Allegro
3. Andante sostenuto
4. Finale ; Allegro guerriero

## Instrumentation
L'œuvre est écrite pour violon soliste, 2 flûtes, 2 hautbois, 2 clarinettes, 2 bassons, 4 cors, 2 trompettes, 3 trombones, tuba, timbales, grosse caisse, cymbale (jouée par le joueur du triangle), harpe et cordes.

## Enregistrements notables
Beaucoup de fameux violonistes ont enregistré cette fantaisie, dont Jascha Heifetz (1947 et 1961), Michael Rabin (1957), David Oistrakh (1962), Kyung-Wha Chung (1972), Arthur Grumiaux (1973), Salvatore Accardo (1977), Cho-Liang Lin (1986), Itzhak Perlman (1986), Vanessa-Mae (1996), Akiko Suwanai (1997), et Rachel Barton Pine (2004).